# シグリッド・エリクスドッテル・ヴァーサ

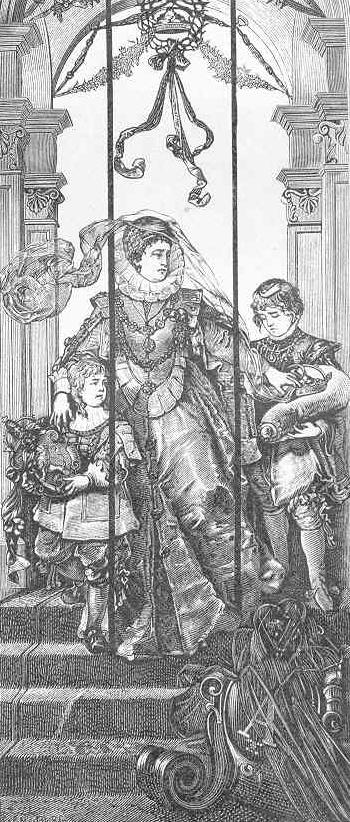
王宮を追われるカリンと子供たち

シグリッド・エリクスドッテル・ヴァーサ（Sigrid Eriksdotter Vasa, 1566年10月15日 - 1633年）は、スウェーデン王エリク14世と、その愛人でのちに王妃となったカリン・モンスドッテルの間の娘。

## 生涯
シグリッドは結婚前のエリク14世とカリンの間に、非嫡出子として生まれた。エリク14世は1567年にカリンと貴賤結婚し、1568年には対等結婚として認めさせ、カリンを王妃とした。シグリッドは生まれたばかりの弟グスタフと一緒に母の戴冠式に出席した。シグリッドは弟とともに国王の嫡出子として認められ、スウェーデン王女としての称号と特典を与えられた。
同じ1568年、父エリク14世が廃位されると、シグリッドは家族と一緒に投獄された。彼女は1573年には父と引き離され、母と一緒にフィンランド地方のトゥルク城に連れて行かれた。1575年には、弟グスタフとも離れ離れになった。1577年に父王が死ぬと、シグリッドと母カリンはようやく解放された。父王廃位後のシグリッドの身分ははっきりしないが、王家の王女として正式に認められてはいなかったようである。彼女は「王女（Prinsessan）」とは呼ばれず、貴族の娘に付けられる「令嬢（Mamsell）」と称されており、王の非嫡出子と同様な扱いだったと思われる。
とはいえ、シグリッドとヴァーサ家の王族たちとの関係は良好だった。1582年、シグリッドは従妹のアンナ王女の女官になり、1587年にはアンナと一緒にポーランドを訪れ、アンナの兄のシギスムンド（ジグムント3世）のポーランド王戴冠式に出席、さらに同国に住んでいた弟グスタフと再会した。シグリッドは母カリンとも仲が良く、母の住むフィンランド地方をしばしば訪れた。
シグリッドは1597年に貴族のヘンリク・クラースソン・トットと結婚したが、1603年に死別した。そして1609年9月10日にストックホルム宮殿において、有力貴族ナット・オク・ダーグ家のニルス・ニルスソン（1554年 - 1613年）と再婚している。最初の夫との間にオーケ（1598年 - 1640年）、アンナ（夭折）、エリク（? - 1621年）の3人の子供がおり、長男のオーケはグスタフ2世アドルフに仕えて枢密顧問官、元帥となった。